# ناتشو (لاعب كرة قدم)
ناتشو (بالإسبانية: Ignacio Sánchez Romo)‏ (11 فبراير 1993 في إسبانيا - ) هو لاعب كرة قدم إسباني في مركز جناح ‏. لعب مع نومانسيا وSD Almazán ‏.

## وصلات خارجية
- ناتشو (لاعب كرة قدم) على موقع قاعدة بيانات كرة القدم.إي يو (الإنجليزية)
- ناتشو (لاعب كرة قدم) على موقع Soccerway.com (الإنجليزية)